# Philippe Legrain

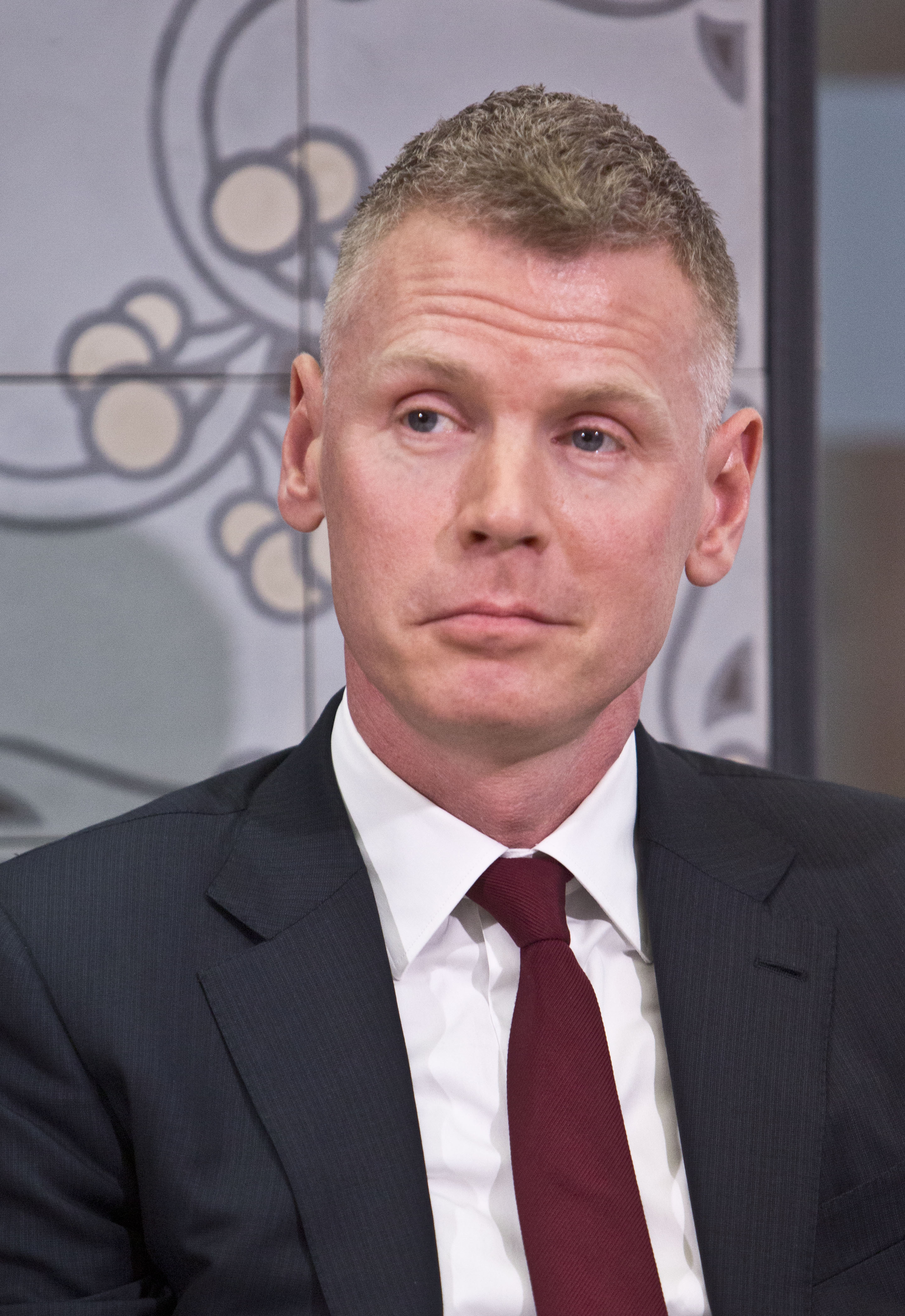
Philippe Legrain in 2016

Philippe Legrain (Londen, 1973) is een Brits econoom en auteur. Van 2011 tot 2014 was hij adviseur van Europees Commissievoorzitter José Manuel Barroso. Hij schrijft over wereldwijde en Europese onderwerpen, waaronder globalisering, migratie, de kredietcrisis en de euro. Telkens pleit hij voor openheid: van ideeën, mensen, kapitaal en handel.

## Afkomst en opleiding
Legrain is geboren in 1973. Hij heeft een Franse vader en een Estse moeder. Ze ontmoetten elkaar in New York en trouwden in 1969. Daarna verhuisden ze naar Londen, waar Philippe geboren is. Hij beschouwt zichzelf als een Brit en een kosmopoliet.
Hij behaalde een BSc in Economie en een MSc in Politiek van de Wereldeconomie, telkens aan de London School of Economics (1992-96).

## Auteur
In 2002 verscheen van Legrain Open World: The Truth about Globalisation. Het is een repliek op Naomi Kleins No Logo, waarin hij opneemt voor de globalisering en waarschuwt tegen protectionisme.
Zijn volgende boek was een pleidooi voor open grenzen en vrije migratie: Immigrants: Your Country Needs Them (2007). Volgens hem varen zowel vertrekland als gastland daar wel bij, mits de immigranten het recht krijgen om te werken. Open grenzen zorgen er ook voor dat terugkeer niet wordt afgesneden. Het boek stond op de shortlist voor de Financial Times and Goldman Sachs Business Book of the Year Award.
De kredietcrisis was de aanleiding voor zijn volgende boek, Aftershock (2010). Daarin geeft hij een gedetailleerde analyse van de crisis tegen een achtergrond van klimaatverandering en opkomende economieën (China). In de visie van Legrain vertonen beleidsmakers de zorgwekkende neiging om de status quo ante te herstellen.
In European Spring (2014) vertrekt Legrain van de vaststelling dat politici er niet in geslaagd zijn een passend antwoord te geven op de crisis en de patiënt "het verkeerde medicijn gaven". Door hun beleid zinkt de Eurozone weg in deflatie en vormen zich nieuwe vastgoedzeepbellen. De euro in zijn huidige gedaante is een keurslijf. Kiezers keren zich af van de falende instellingen. Nochtans is een Europese lente mogelijk en wenselijk. Daarvoor moet het Duitse model worden verlaten. Legrain stelt dat banken moeten worden opgebroken en schulden afgeschreven om uit de crisis te geraken. De Financial Times noemde het boek "essential reading".

## Commentator en columnist
Bijdragen van Legrain verschenen in verschillende bladen, waaronder Prospect magazine, Financial Times, The Guardian, The Times, The Independent, Wall Street Journal Europe, New Statesman, The Economist, The Ecologist, The New Republik, Foreign Policy, Chronicle Review en Svenska Dagbladet.
Hij levert ook analyses op BBC radio en televisie.

## Functies
Legrain was verbonden aan de denktank Lisbon Council for Economic Competitiveness and Social Renewal. Hij was ook speciaal adviseur van WHO directeur-generaal Mike Moore (2000-01) en hoofdeconoom van de pro-Europese drukkingsgroep Britain in Europe (2002-05).
Van februari 2011 tot februari 2014 was hij hoofd van het analyseteam van het Bureau van Europese beleidsadviseurs, dat strategisch advies levert aan de voorzitter van de Europese Commissie.
Hij is als visiting senior fellow verbonden aan de het Europees Instituut van de London School of Economics.